# Gerd Arntz
Gerd Arntz (Remscheid, 11 de dezembro de 1900 – Haia, 4 de dezembro de 1988) foi um gravurista e designer gráfico modernista e comunista alemão, radicado nos Países Baixos. Ele era conhecido pelo desenho extremamente sintético de suas gravuras. Trabalhou com Otto Neurath na realização do sistema de linguagem visual ISOTYPE.

## Biografia
Nascido em uma família de comerciantes protestantes, Arntz foi educado em uma academia particular em Düsseldorf e mais tarde frequentou a escola de artes aplicadas em Barmen (1921). Ele adquiriu o estúdio de Otto Dix em Düsseldorf em 1925, quando Dix se mudou para Berlim. Arntz viajou muito pela Europa e morou em Viena, Colônia e Moscou, entre outras cidades. Arntz era um membro central do grupo de arte Progressistas de Colônia.
A partir de 1926, o sociólogo Otto Neurath buscou sua colaboração no design de pictogramas para o Método de Viena de Estatística Pictórica (Wiener Methode der Bildstatistik; mais tarde renomeado ISOTYPE). Desde o início de 1929, Arntz trabalhou no Gesellschafts- und Wirtschaftsmuseum (Museu Social e Econômico) dirigido por Neurath em Viena. Eventualmente, Arntz projetou cerca de 4000 pictogramas.
Após a guerra civil na Áustria em 1934, ele emigrou para os Países Baixos, juntando-se a Neurath e Reidemeister em Haia, onde continuaram sua colaboração na Fundação Internacional para a Educação Visual. A partir de 1940, Arntz ilustrou os livros de estatistica de bolso da CBS por um período de vinte e cinco anos, transformando gráficos em arte.